# NGC 345
NGC 345 (również PGC 3665) – galaktyka spiralna (Sa), znajdująca się w gwiazdozbiorze Wieloryba. Odkrył ją Albert Marth 27 września 1864 roku.